# Schwansee (Großrudestedt)
Schwansee ist ein kleines Dorf in Mittelthüringen, das in das nördlich benachbarte Großrudestedt eingemeindet wurde.

## Geschichte
Östlich des Ortes lag eine vorgeschichtliche Wallburg, wovon heute aber keine Reste mehr erkennbar sind. Ein Helwich von Schwansee wird in der zweiten Hälfte des 13. Jahrhunderts erwähnt. Das Weißfrauenkloster und die Stiftung des Großen Hospitals Erfurt hatten im 13. und 14. Jahrhundert Besitz in Schwansee.
Ab 1480 wurde auf sumpfigem Gelände südlich des Ortes durch Aufstau eines Gewässers der Schwansee angelegt und als Fischteich sowie zum Vogelfang genutzt. 1545 baute man das Fischhaus. Die Weimarer Herzöge besuchten den See sehr gern. 1694 wurde ein Entenfang nach dem Vorbild von Weißensee angelegt und ein Lusthaus in die Mitte des Sees gebaut.
Zur Vogtei Schwansee gehörten Anfang des 17. Jahrhunderts neben Schwansee die Orte Großrudestedt, Kleinrudestedt und Großmölsen. Im Dreißigjährigen Krieg hatte Schwansee wie die anderen Dörfer der Gegend schwer unter Einquartierungen, Plünderungen und pestartigen Seuchen zu leiden. Die überlebende Bevölkerung floh in befestigte Städte, vor allem nach Erfurt. 1642 war Schwansee bis auf sieben Einwohner entvölkert, die Gebäude wüst, die Kirche ruiniert, die Flur verödet. 1664 verlor Schwansee den Amtssitz mit Amtsgericht an Großrudestedt. Seit 1672 gehörte der Ort mit dem Amt Großrudestedt zum Herzogtum Sachsen-Eisenach und ab 1741 zu Sachsen-Weimar-Eisenach. 1675/76 wurde wieder eine Dorfkirche errichtet.
Der See wurde 1710 abgelassen und wieder zugesetzt, aber Ende des 19. Jahrhunderts wurde er trockengelegt. Es sollte dann an der Südseite ein Jagdschloss gebaut werden. 1746 erfolgte die Grundsteinlegung zu einem Jagdschloss auf dem Gelände der bisherigen Amtsschreiberei durch Herzog Ernst August I. von Sachsen-Weimar-Eisenach (zur DDR-Zeit Revierförsterei, jetzt restauriert in Privatbesitz). Die Bevölkerung von Schwansee und den anderen Amtsdörfern hatte dabei Frondienste zu leisten. Von 1790 bis 1800 wurde der verschilfte und teilweise verlandete Schwansee trockengelegt und das gewonnene Gelände mit Bäumen bepflanzt. So wuchs der Schwanseer Forst.
Im Nordwesten von Schwansee ist nach der Wende ein neues Wohngebiet entstanden. Im Schwanseer Forst wurden nach dem Jahr 2000 zwei renaturierte Teiche als Ausgleichsmaßnahme zum Bau der Bundesautobahn 71 (südöstlich des Forstes) angelegt.
In Schwansee befindet sich eine Quarantäne-Station des Mitteldeutschen Schweinezuchtverbandes.

## Sehenswürdigkeiten
- Die kleine Dorfkirche
- Der unter Denkmalschutz stehende große Taubenturm
- Das frühere Jagdschloss am östlichen Ortsausgang
- Das Naturschutzgebiet „Schwanseer Forst“ südöstlich des Ortes ist ein Hartholz-Auenwald auf nährstoffreichem Boden, der ein Refugium für Tiere von den umgebenden Agrarflächen ist. Der Forst weist zwei renaturierte Teiche und einen reichen Bestand an Bärlauch und Großem Scharbockskraut auf.

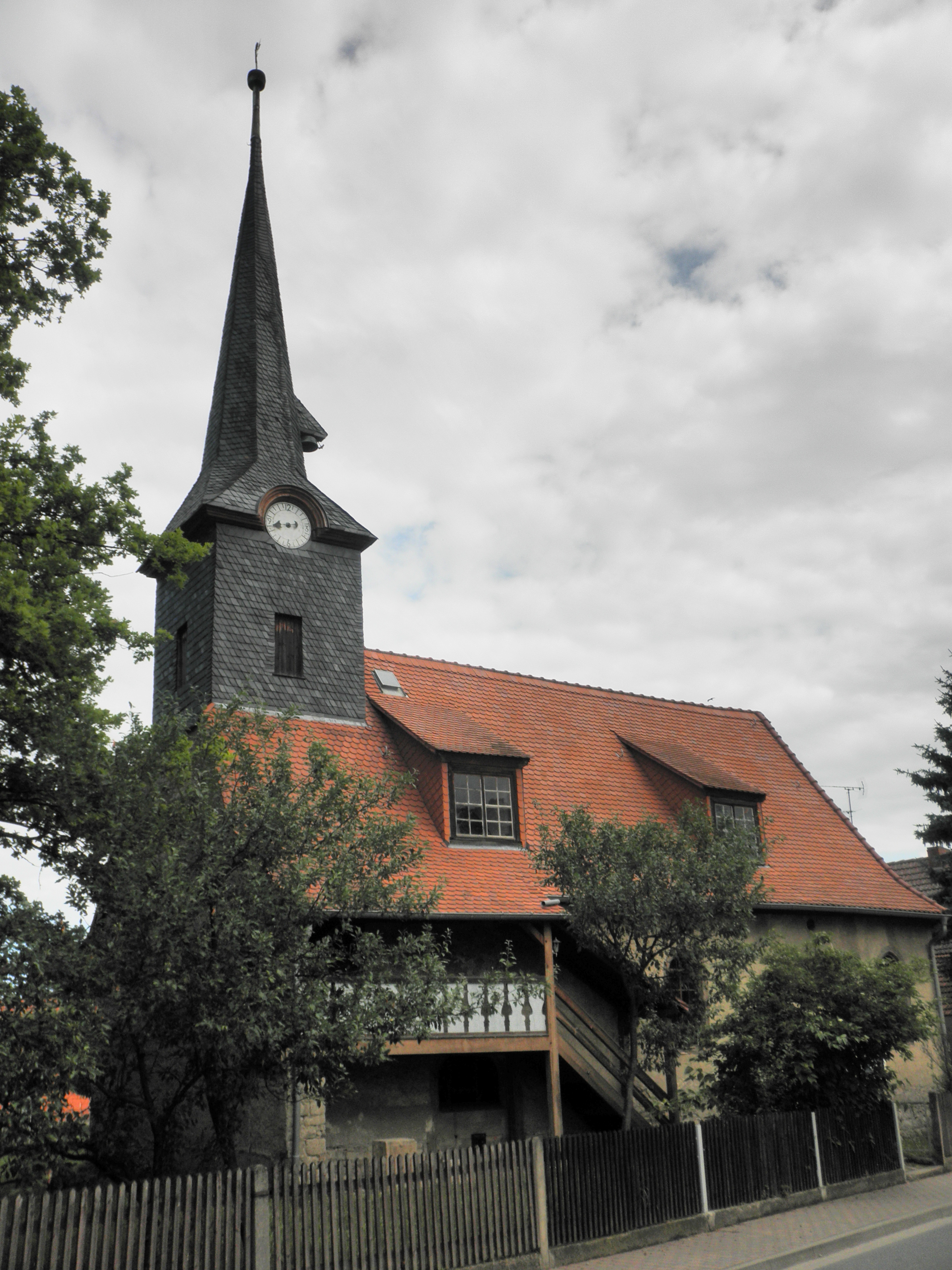
Kirche in Schwansee
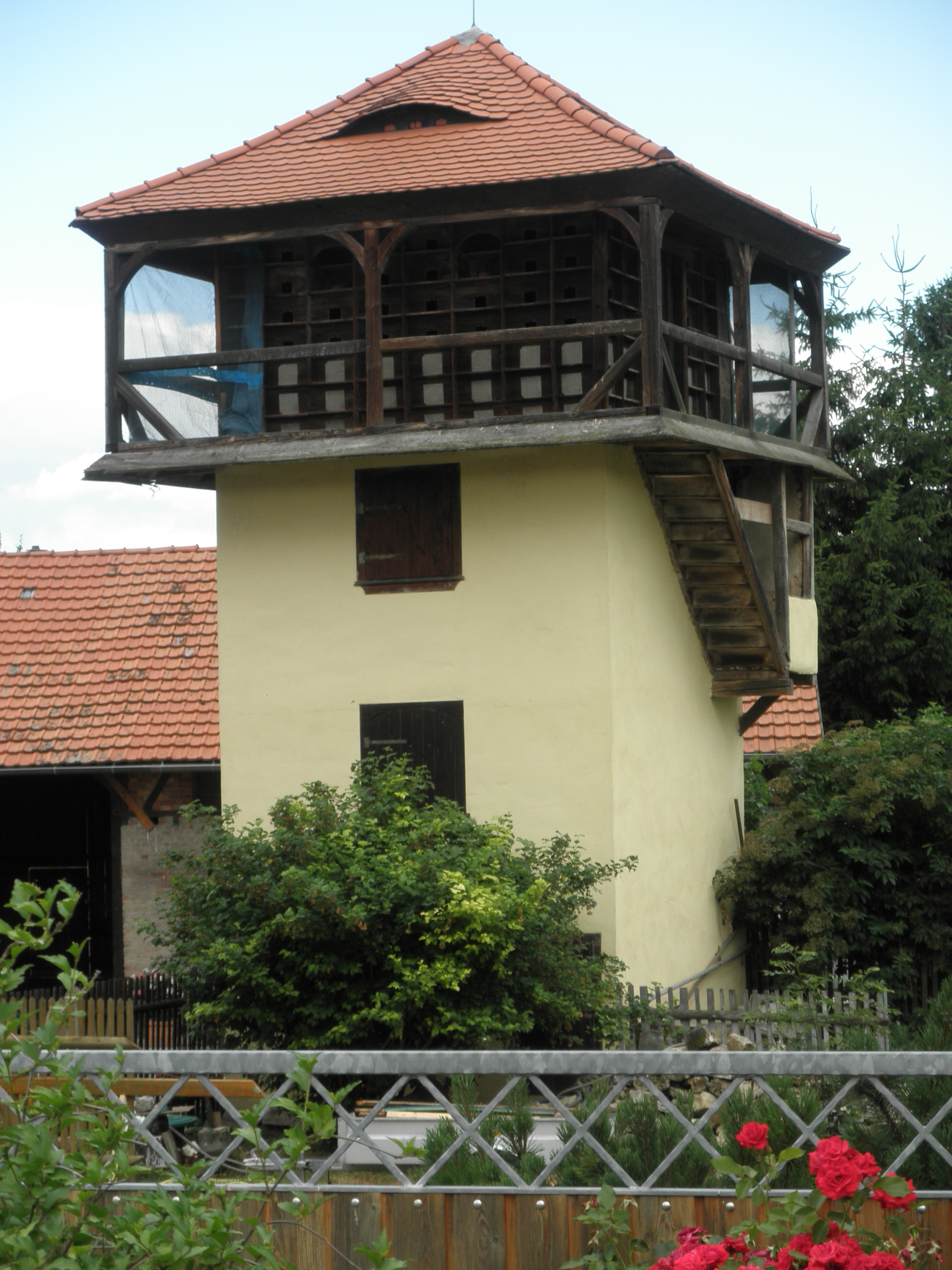
Taubenturm in Schwansee
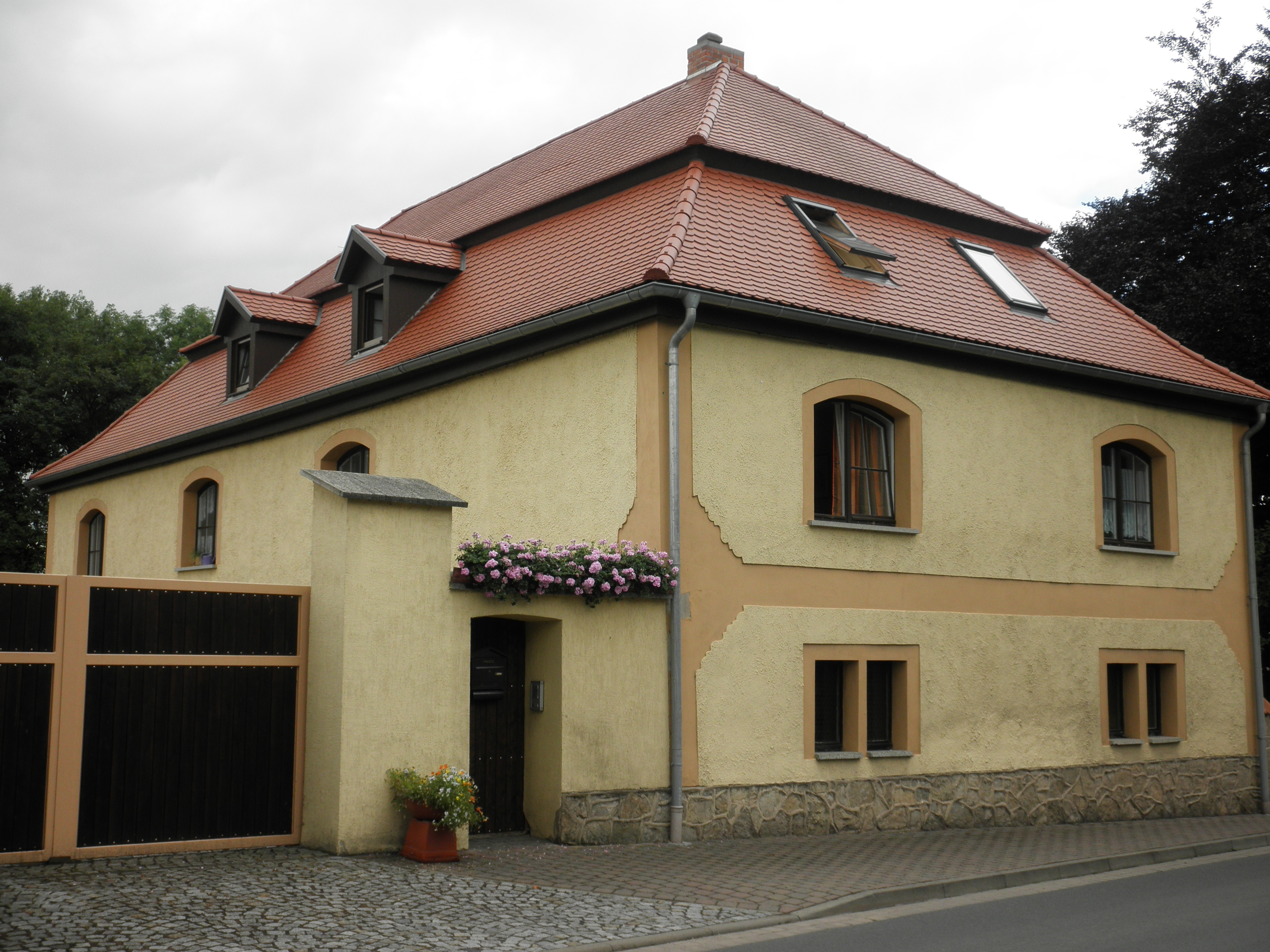
Früheres Jagdschloss in Schwansee
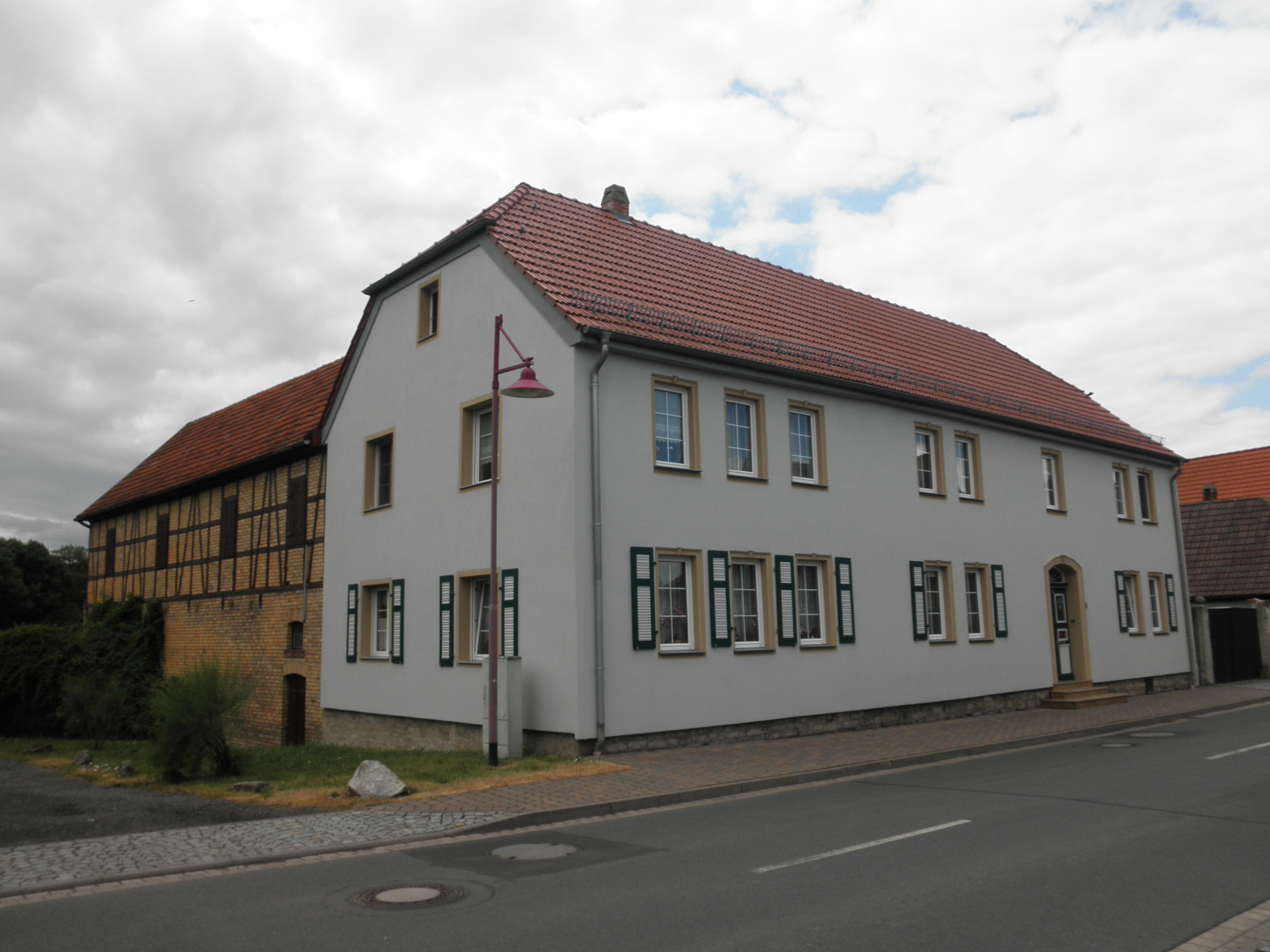
Hofgebäude in Schwansee

## Verkehr
Durch Schwansee verläuft die Landstraße 2141 (Erfurter Straße) von Großrudestedt nach Stotternheim. Über Großrudestedt besteht Eisenbahn-Anschluss.